# 望月義夫
望月 義夫（もちづき よしお、1947年〈昭和22年〉5月2日 - 2019年〈令和元年〉12月19日）は、日本の政治家。位階は従三位。
環境大臣（第20・21代）兼内閣府特命担当大臣（原子力防災）（第2次安倍改造内閣・第3次安倍内閣）、国土交通副大臣（第1次安倍内閣）、環境大臣政務官（第1次小泉第1次改造内閣）、外務大臣政務官（第2次森改造内閣（中央省庁再編後））、衆議院災害対策特別委員長、同国土交通委員長、衆議院議員（8期）、静岡県議会議員（2期）、清水市議会議員（4期）、自由民主党幹事長代理、同行政改革推進本部長などを歴任。

## 来歴
静岡県清水市（現・静岡市清水区）生まれ。生家は八百屋。静岡県立清水東高等学校、中央大学法学部卒業。清水市議会議員を4期務めた後、1991年に静岡県議会議員に当選し、県議を2期務める。
1996年、第41回衆議院議員総選挙に無所属（新進党推薦）で静岡4区から立候補。自由民主党新人の倉田雅年を破り、初当選する。当選後、自民党に入党した。第2次森内閣で外務大臣政務官、第1次小泉第1次改造内閣で環境大臣政務官、第1次安倍内閣で国土交通副大臣に任命された。
2008年より衆議院国土交通委員長。
2009年の第45回衆議院議員総選挙で民主党の田村謙治に敗れ、重複立候補していた比例東海ブロックでも次点で落選した。
2011年1月、比例東海ブロック選出（愛知13区で落選し比例復活）の大村秀章が愛知県知事選挙に立候補するため、衆議院議員を辞職。大村の辞職により、次点だった望月が繰り上げ当選した。
2012年の第46回衆議院議員総選挙で前回敗れた民主党の田村謙治に比例復活を許さず、6選。
2014年9月、第2次安倍改造内閣で環境大臣、内閣府特命担当大臣（原子力防災）に任命され、初入閣した。同年の第47回衆議院議員総選挙で入閣後に報じられた政治資金問題の影響を受け、民主党元職の田村に前回より票差を縮められるも7選。同月に発足した第3次安倍内閣で、環境大臣、内閣府特命担当大臣（原子力防災）に再任され、2015年10月の内閣改造まで務めた。
2017年の第48回衆議院議員総選挙で8選。
2019年秋から病気療養中であったが、同年12月19日7時5分、肝不全のため静岡市清水区の自宅で死去。72歳没。死没日をもって従三位叙位、旭日大綬章追贈。

## 政策・主張
- 永住外国人への地方選挙権付与に反対[17]。
- 2030年代の原子力発電所稼働数ゼロを目指す民主党政権の方針に反対であり、原子力規制委員会の新基準を満たした原子力発電所の再稼働に賛成[18]。
- 憲法9条の改正と集団的自衛権の行使に賛成[19]。
- アベノミクスを評価する[19]。
- 原発は日本に必要だ[19]。
- ヘイトスピーチの法規制に反対[19]。
- 特定秘密保護法は日本に必要だ[19]。
- 選択的夫婦別姓制度の導入に反対[20][21]。

## 家族
次女は静岡県議会議員の望月香世子。2021年に静岡市清水区選挙区の県議補選（欠員1）にて、選挙区内の自民党支部三つが別々の候補者を推す保守分裂選挙を制して初当選した。

## 不祥事

### 年金未納
年金未納問題が発覚した際、2002年10月から2003年9月までの1年間の年金未納が判明した。

### 政治資金
2015年、第2次安倍改造内閣の閣僚である望月、上川陽子法務大臣が、それぞれ代表を務める自由民主党の支部への、国からの補助金交付が決定していた総合物流会社「鈴与」からの140万円（2013年）、計620万円（2011～12年）の寄付が報道された鈴与は2011、12年に環境省の「家庭・事業者向けエコリース促進事業費補助金」を申請し、同省所管の一般社団法人が2011年9月、12月に補助金の交付決定を通知していた。政治資金規正法では、補助金の交付決定の通知を受けた企業からの1年以内の政治献金が禁じられている。
報告書への記載漏れ
望月の関係政治団体「望月義夫後援会」の2008年・2009年分の政治資金収支報告書において、賀詞交歓会での支出660万円を記載しながら、収入は記載しておらず、虚偽記載の疑いが持たれた。また2010年、2011年に実施したゴルフ大会に関しても後援会の収支報告書に収入を記載せず、支出のみ45万円・33万円をそれぞれ記載していた。
飲食費の支出
日刊ゲンダイの報道によれば、県連会長を務めていた2010～11年の間に自民党静岡県連が7回にわたり、クラブやラウンジの飲食代約66万円を政治資金から支出していた。

## 献金
- 日本共産党の機関紙しんぶん赤旗の報道によれば、国の補助金を受けていた総合物流会社「鈴与」グループからの献金が、企業・団体献金の51％を占めていた[29]。
- 道路特定財源の一般財源化に反対している道路運送経営研究会から献金を受けている[30]。
- 日本共産党の機関紙しんぶん赤旗の報道によれば、年金共済金の運用の失敗や使途不明等の理由により国税庁から改善勧告が出されていた全国小売酒販組合中央会の政治団体から、計20万円の献金を受領していた[31]。

## エピソード・人物
- 望月と初当選同期である渡辺博道元復興大臣とは顔が似ていると一部の間で話題であり、テレビ番組で検証VTRが撮られるほどである。同じく望月・渡辺と初当選同期の松本純元国家公安委員長は、総務委員長在任時の渡辺が「望月委員長！」と呼ばれることもあったとし、「実は渡辺委員長と望月義夫先生がそっくりなため、どっちがどっちか分からない。そんなことから、冷やかしのヤジが飛ぶのです。お二人とも穏やかな優しい紳士ですから、何を言われてもニコニコ。たいしたもんです。」と語っている[32][33]。
- 地元・清水の人々のみならず、安倍晋三内閣総理大臣はじめ多くの議員仲間からも「（八百屋の）よっちゃん」、「もっちゃん」の愛称で親しまれており、キャッチコピーは「よっちゃんにおまかせ」。望月の選挙区にそびえる富士山をモチーフにしたロボットがデザインされたポスターなども人気であった[34][35][36][37]。
- 死去の2か月前の2019年10月に執り行われた天皇即位礼正殿の儀で英国のチャールズ3世（当時皇太子）と座席が隣り合わせだった。チャールズ皇太子が腰に座布団を当てているのに気づき、自身も製品を愛用している清水区内のふとん店を紹介したという。11月初旬に同店で注文。2017年に現代の名工に選ばれ、2019年5月には黄綬褒章を受章した新貝晃一郎に託した。柄は緑色の布地に純金で織り上げた鳳凰（ほうおう）柄と、即位の礼で天皇が着用した黄櫨染（こうろぜん）を模した柄の2種。生地は望月が選び、中綿は新貝が世界から集めた綿をブレンドした。サイズ違いで3つの座布団を用意した。望月は亡くなる1週間ほど前に完成品と対面。その出来栄えに満足していた。死後、その座布団はチャールズ皇太子への贈り物として海を渡った[38]。
- 自民党の名門派閥である岸田派の事務総長として、会長である岸田文雄政調会長を次の総理大臣にすべく最も尽力してきた一人。清水区で執り行われた望月の告別式では岸田が弔辞を読み、「筆舌に尽くしがたい深い悲しみを覚えずにはいられません。かけがえのない仲間であり、同志であった」「なぜこんなにも早く逝ってしまったのか」とその死を心から嘆き、悼んだ[39]。
- 静岡弁交じりに笑顔で言葉を交わす自分のことを「俺っち」と称する[39]。

## 所属団体・議員連盟
- 次世代たばこ研究会（会長）[40]
- 自民党遊技業振興議員連盟（副会長）
- 時代に適した風営法を求める議員連盟（副会長）
- 神道政治連盟国会議員懇談会
- 日本会議国会議員懇談会
- TPP交渉における国益を守り抜く会
- 小規模企業税制確立議員連盟